# Chiesa di San Giustino

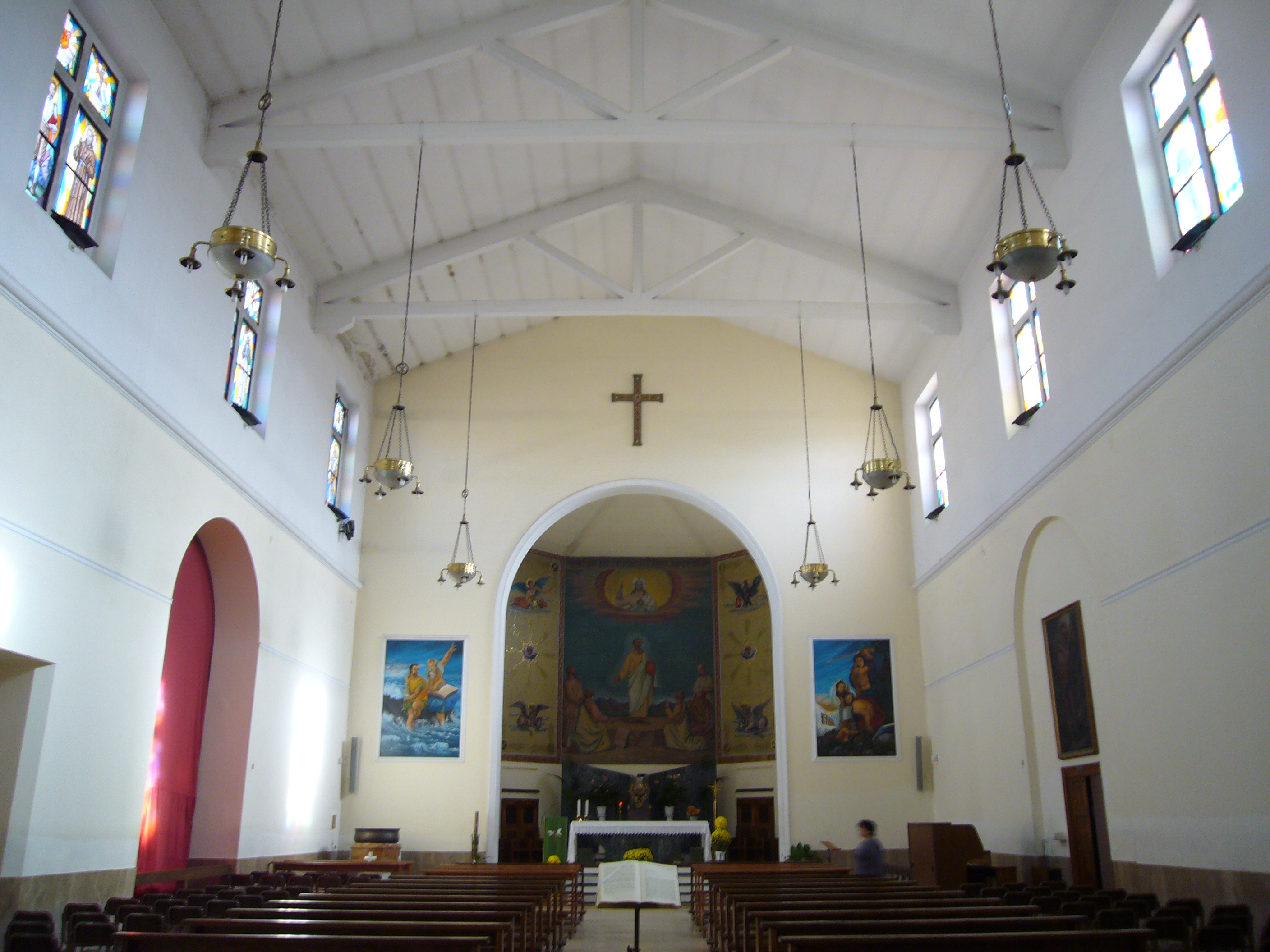
Interno della chiesa

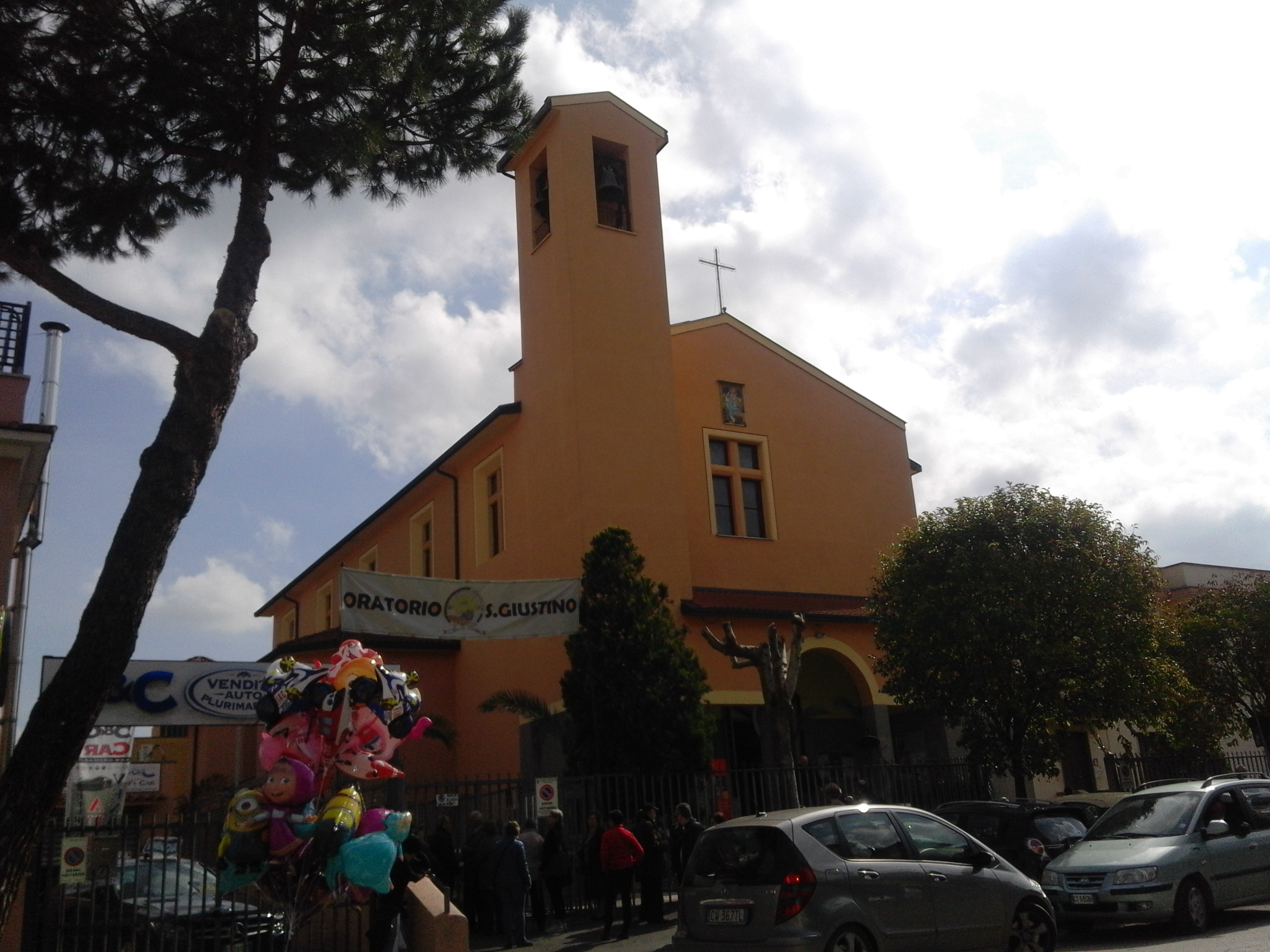

La chiesa di San Giustino martire è una chiesa di Roma, nel quartiere Alessandrino, in viale Alessandrino.

## Storia
L'edificio della chiesa parrocchiale è stato eretto, su progetto dell'architetto Francesco Fornari, il 10 giugno 1952 con il decreto del Cardinale Vicario Clemente Micara "Per vigili cura" ed è stata inaugurata dallo stesso il 29 maggio 1953. Venne affidata prima al clero diocesano di Roma (1952-1965) poi al clero della diocesi di Bergamo.
La chiesa fu visitata da papa Giovanni Paolo II il 14 novembre 1982.
Alla chiesa è legato il titolo cardinalizio di “San Giustino”, istituito da Giovanni Paolo II nel 2003.
La consacrazione avvenne il 2 giugno 2013.
Esternamente la chiesa si presenta con un porticato, affiancato da un alto campanile. Nella parte superiore della facciata è inserita una finestra crociata sormontata da un mosaico raffigurante Maria Madre di Dio.
Sotto il porticato, sopra la porta d'ingresso, è posto lo stemma di papa Pio XII, e la dedica della chiesa a Giustino martire.
L'interno dell'edificio è a forma di capanna, con tetto a capriate ed un'unica navata. Questa termina con un arco trionfale al centro del quale è sospeso un magnifico crocifisso (145x110 cm circa) opera del M° Ivan Polverari, raffigurante il Cristo morto e risorto con abiti sacerdotali come dall'antica Tradizione pittorica romana che si riscontra, in particolare, negli affreschi della Basilica di Santa Maria Antiqua.
In alto sulle pareti della navata e sul presbiterio: una serie di 13 coppie di vetrate policrome, raffiguranti santi e sante alla quale la comunità parrocchiale è legata.
Al centro dell'abside l'altare marmoreo dentro il quale sono conservate le reliquie di san Giustino. Nella parete di fondo un affresco che raffigura San Giustino con discepoli sovrastato dalla figura di Cristo che regge il mondo, e la scritta in latino: “Chiunque è dalla verità ascolta la mia voce” .
A fianco due ricchi mosaici raffiguranti i Simboli degli evangelisti.
Sul lato sinistro della navata si aprono due cappelle: la prima dedicata alla devozione alla BV. Addolorata. La seconda cappella è invece dedicata a san Giustino: all'interno sono poste due grandi opere (olio su tela m. 2,50x1,70) “Conversione di Giustino” e “Il Martirio di Giustino” opera del M° Barbara Cestoni.
Dalla balconata in fondo alla chiesa si affaccia uno splendido ciclo di 16 icone (cm 50x70) sulle Grandi Feste liturgiche cristiane, opera del M° Ivan Polverari e degli allievi del suo corso di iconografia.
Salendo sulla balconata e guardando così dell'alto il presbiterio, si nota bene la simbolica forma della composizione attorno al tabernacolo. Un libro aperto  (marmo verde) con al centro il prezioso tabernacolo di bronzo sostenuto da un mosaico dorato: al centro della Parola aperta e ascoltata i cristiani incontrano il Cristo pane vivo, e questo grazie al dono dello Spirito le cui ali sono bene identificabili dal profilo superiore dell'intera struttura.
Completano l'arredo interno una caratteristica Via crucis costituita da pannelli con bassorilievi in gesso e tre tele raffiguranti S.Barbara, S.Sebastiano ed il Sacro Cuore.
Il 2 giugno occasione della consacrazione della chiesa parrocchiale e del nuovo altare, le pareti della chiesa si sono arricchite da quattro piccole croci in mosaico realizzate da don Arabia Giampiero, autore anche delle due fusioni in bronzo che chiudono il reliquiario davanti alla mensa e la custodia degli Olii Santi, a fianco del fonte battesimale .